# Nuldernauw
Het Nuldernauw is een van de Veluwerandmeren tussen Gelderland en Flevoland. Het meer grenst in het zuidwesten aan het Nijkerkernauw en het loopt in het noordoosten over in het Wolderwijd. Het is samen met het Nijkerkernauw het smalste randmeer.
Het Nuldernauw wordt door een dam gescheiden van het Nijkerkernauw, in deze dam ligt de Nijkerkersluis, hierover loopt de N301.
Aan het Nuldernauw ligt het Strand Nulde, een bekend recreatieoord.